# 罗素·马丁 (足球运动员)
羅素·堅尼夫·亞歷山大·馬田（英語：Russell Kenneth Alexander Martin，1986年1月4日—）生於布莱顿，是一名在英格蘭出生的蘇格蘭職業足球員，司職右閘，最後效力米尔顿凯恩斯。曾执教英超球队南安普顿足球俱乐部。

## 生平

### 球會
早年
馬田在布莱顿的万丁中学（Varndean Secondary School）就讀，期間在家鄉球隊白禮頓的青訓系統接受足球訓練，但在2004年年初離開白禮頓青年隊，並加盟依斯米安聯賽甲組南區的雷威斯直到球季結束。
韋甘比
在參加查爾頓的試訓未獲青睞後，馬田加盟英乙球會韋甘比，初時僅以非合約球員形式上陣，於2004年8月7日主場2-1擊敗劍橋聯處子登場，於2004/05年球季在各項賽事合共上陣11場。翌季馬田在不同位置取得更多上陣機會，曾擔任左閘、右閘、中堅及中場，更取得3個入球，首球於2006年1月2日主場4-5負於馬爾斯菲在離門25碼射入，一度為球隊扳平3-3。
2006年夏季馬田與韋甘比簽署兩年新約，在2006/07年球季取得球隊正選右閘位置，整季上陣53場及射入2球。2007/08年球季馬田出席球會整季全部46場英乙賽事，韋甘比取得第7位及參加升班附加賽的資格，他出席對史托港的兩場準決賽，但球隊兩回合累計1-2被淘汰。
彼德堡
2008年夏季馬田與韋甘比的合約屆滿，他於5月29日轉投剛升型英甲的彼德堡，簽約三年。9月28日他獲委任代替克雷格·摩根（Craig Morgan）擔任球隊的隊長
，他在加盟的首個球季出席球隊每一場的賽事，更取得聯賽亞軍及直接升班英冠的資格。
諾域治
2009年11月彼德堡於升班後由於成績差劣而解僱領隊达伦·弗格森，並由谷巴接任，期間馬田獲借用到英甲的诺里奇城直到翌年1月，重遇效力韋甘比時的舊上司保罗·兰伯特。期間正選上陣7場後，於2010年1月4日正式轉投諾域治，轉會費沒有透露，雙方簽署兩年半合約。自加盟後馬田在諾域治的29場聯賽中上陣26場，佔據右閘正選席位，最終協助球隊贏得英甲冠軍席位回升英冠。
2010/11年球季馬田在2010年9月14日作客1-3負於唐卡士打插水頂入，取得加盟後首球兼為球隊打破光蛋；11月13日作客雷丁馬田先拔頭籌，但在下半場於格兰特·霍尔特被罰離場少踢一人下，被迫和3-3完場；2011年元旦他在主場對領頭羊昆士柏流浪射入球事唯一入球，1-0小勝帶領諾域治升上聯賽榜第3位；1月15日再接再厲，在主場於完場前射入為球隊扳平1-1，迫和升班競爭對手卡迪夫城，獲球迷稱為「英冠卡富」（Cafu of the Championship）或「諾福克卡富」（Norfolk Cafu），媲美巴西名將卡福的出擊能力。2011年1月28日馬田與諾域治續約至2014年6月。4月21日他在作客5-1大破葉士域治取得球季第5個入球。諾域治成為英冠亞軍及直接升英超席位，連續兩年取得升班資格重返頂級聯賽，馬田參與球隊全部賽事的每一分鐘比賽，緊隨隊長格兰特·霍尔特之後獲選球會年度最佳球員的次席。
2011年8月13日馬田首次在英超上陣，於2011/12年球季揭幕戰作客1-1賽和韋根。
2013年7月9日，馬田同意諾域治條件與球會簽署三年新約，留隊至2016年夏季。

### 國家隊
雖然馬田在英格蘭出生及長大，但通過其蘇格蘭父親取得代表蘇格蘭國家隊參賽資格。2011年5月17日馬田獲國家隊徵召於些路迪盃備戰威爾斯及愛爾蘭，於5月25日在3-1擊敗威爾斯的賽事未段後補首次上陣。

## 榮譽
彼德堡
- 英格蘭足球甲級聯賽亞軍：2008/09年（升班英冠）；

諾域治
- 英格蘭足球甲級聯賽冠軍：2009/10年（升班英冠）；
- 英格蘭足球冠軍聯賽亞軍：2010/11年（升班英超）；

## 外部連結
- 足球数据库：羅素·馬田的球员统计数据
- 諾域治官網簡歷
- 彼德堡官網簡歷